# Melissodes scotti
Melissodes scotti là một loài Hymenoptera trong họ Apidae. Loài này được Cockerell mô tả khoa học năm 1939.